# Patrick Dehornoy
Patrick Dehornoy  (Rouen, 11 de setembro de 1952 — 4 de setembro de 2019) foi um matemático francês, professor da Universidade de Caen, que trabalhou com teoria dos conjuntos e álgebra.
Estudou a partir de 1971 em Paris na École normale supérieure (ENS) e foi pesquisador a partir de 1975 no Centre national de la recherche scientifique (CNRS). Obteve um doutorado em 1978 na Universidade de Paris, orientado por Kenneth Walter McAloon.
Encontrou uma das primeiras aplicações de grandes cardinais à álgebra, construindo um determinado invariante pela esquerda de ordem total, denominado ordem de Dehornoy sobre o grupo de tranças.
Recebeu o Prêmio Ferran Sunyer i Balaguer de 1999.

## Publicações selecionadas
- Dehornoy, Patrick (1994), «Braid groups and left distributive operations», Transactions of the American Mathematical Society, ISSN 0002-9947, 345 (1): 115–150, MR 1214782, doi:10.2307/2154598
- Dehornoy, Patrick (1995), «From large cardinals to braids via distributive algebra», Journal of Knot Theory and its Ramifications, ISSN 0218-2165, 4 (1): 33–79, MR 1321290, doi:10.1142/S0218216595000041
- Dehornoy, Patrick; Dynnikov, Ivan; Rolfsen, Dale; Wiest, Bert (2002), Why are braids orderable? (PDF), ISBN 978-2-85629-135-1, Panoramas et Synthèses, 14, Paris: Société Mathématique de France, MR 1988550, consultado em 25 de julho de 2018, cópia arquivada (PDF) em |arquivourl= requer |arquivodata= (ajuda) 🔗
- Dehornoy, Patrick; Dynnikov, Ivan; Rolfsen, Dale; Wiest, Bert (2008), Ordering braids, ISBN 978-0-8218-4431-1, Mathematical Surveys and Monographs, 148, Providence, R.I.: American Mathematical Society, MR 2463428